# Быстрая (приток Молмыса)
Быстрая — река в России, протекает в Красновишерском районе Пермского края. Устье реки находится в 24 км по правому берегу реки Молмыс. Длина реки составляет 13 км.
Исток реки находится на Северном Урале на хребте Кваркуш в урочище Быстрая Парма в 20 км к северо-востоку от посёлка Красный Берег. Течёт на юг по ненаселённой местности, среди холмов, покрытых таёжным лесом. Течение имеет горный характер. Приток — Восточная Рассоха (левый). Впадает в Молмыс ниже Тарахчинских островов. Ширина реки у устья около 18 метров.

## Данные водного реестра
По данным государственного водного реестра России относится к Камскому бассейновому округу, водохозяйственный участок реки — Кама от водомерного поста у села Бондюг до города Березники, речной подбассейн реки — бассейны притоков Камы до впадения Белой. Речной бассейн реки — Кама.
Код объекта в государственном водном реестре — 10010100212111100005119.